# スカイレールサービス
スカイレールサービス株式会社は、広島県広島市安芸区の住宅団地「スカイレールタウンみどり坂」への交通機関として短距離交通システム「スカイレール」によるモノレール路線「広島短距離交通瀬野線（スカイレールみどり坂線）」を運営していた企業である。本社はみどり口駅構内に所在する。
住宅地「スカイレールタウンみどり坂」の開発を行う積水ハウス、青木あすなろ建設（当時は青木建設）、およびスカイレールを開発した神戸製鋼所・三菱重工業などの出資で1994年（平成6年）に設立された。
維持費用の問題から、2024年（令和6年）4月30日をもってスカイレールみどり坂線の運行を終了、翌5月1日に廃止した（路線記事も参照）。一方、これに先立つ同年3月末より、スカイレールの代替交通機関である一般路線バス「みどり坂タウンバス」の運営に進出。運行は芸陽バスに委託し、会社はみどり口事務所にて同路線の定期券発売業務を行っている。

## スカイレール

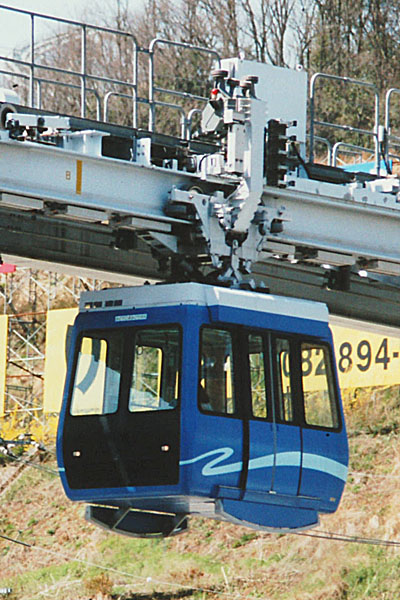
スカイレール車両

スカイレールとは、ロープウェイのゴンドラのような形をした懸垂式モノレール車両を、駅間ではワイヤロープで、駅構内ではリニアモーターを用いて駆動する方式の交通システムで、懸垂式モノレールとロープウェイを組み合わせたようなものである。「ロープ駆動式短距離交通システム」、「ロープ駆動懸垂式短距離少量輸送軌道システム」とも呼ばれる。神戸製鋼所・三菱重工業などが共同で開発した。
車体の支持・案内を桁構造と車輪で行っているため強風に強く、ロープウェイやゴンドラリフトなどといった従来の急勾配向けの交通システムの弱点を克服している。
運行速度は18 km/h - 25 km/h。常用平均加速度2.5 km/h/s 、常用平均減速度3.5 km/h/sの性能を持ち、263 ‰（パーミル。約15度）の急勾配、半径30 mの急カーブにも対応できる走行性があった。
「スカイレールタウンみどり坂」のような丘陵地の上に造られた住宅地と最寄の駅を結ぶ短距離の交通機関などに向いている。
駅から発車する際は、リニアモーターで加速し始め、設定速度に達した瞬間にワイヤーロープを掴んで（握索）出発、停車の際は同じくワイヤーロープを放して（放索）リニアモーターで減速し、機械式保安ブレーキで停止するなど、世界的に例のない特徴的な動作をした。
みどり口駅の窓口にて、会社や路線、車両、システム等の解説が載っている公式パンフレット「新世紀に向けて いま発進！ スカイレール みどり坂線」（全8ページ）を1,000円で販売していた。

## 沿革
- 1994年（平成6年）4月1日 - スカイレールサービス設立。
- 1996年（平成8年）7月29日 - 軌道運輸事業特許取得[7]。
- 1997年（平成9年） - 工事用ゴンドラが暴走し駅舎に激突、作業員2名が死亡、7名が重軽傷を負う事故が発生。
- 1998年（平成10年）
  - 8月28日 - 広島短距離交通瀬野線 みどり口 - みどり中央間が開業[7]。
  - 9月 - 独自のICカードによる定期券「スカイレールICカード」を導入[8]。これはソニー製FeliCaを採用[9]した鉄軌道における日本初の非接触式ICカード乗車券であった。乗車券・回数券は磁気式のものが採用された。
- 2013年（平成25年）1月14日 - 開業以来使用していた改札システムを一新。一般的な入退場管理システムをベースにした新改札システムでは、乗車券がQRコード認識方式の新券となった。また定期券と回数券が新ICカード「SKYRAIL PASS（スカイレールパス）」となり、JR西日本発行のICOCAと相互利用が可能になった[10][11]。
- 2022年（令和4年）11月28日 - 2023年12月末での運行終了を発表[12]。
- 2023年（令和5年）6月14日 - 運行終了に先駆けて、2023年11月初旬に運行開始を予定していたスカイレールの代替交通機関となる電気バスの施設整備や関係機関への許認可に遅れが出ていることから運行終了時期を2024年4月末に変更[13]。
- 2024年（令和6年）
  - 2月29日 - 軌道運輸事業の廃止が許可[4]。
  - 3月30日 - 路線バス「みどり坂タウンバス」運行開始（芸陽バスに運行委託）。
  - 5月1日 - 広島短距離交通瀬野線を廃止[4]。

## 路線
- 広島短距離交通瀬野線（スカイレールみどり坂線）

運行形態・運賃などは上記の項目を参照。

## 車両
200形
車種としては2軸固定台車付客車。乗車定員25人、最大乗員37人。座席は8席ある。乗降扉は進行方向に向かって左側のみ設けられている。車体はアルミニウム合金製の溶接構造、車輪はウレタンゴム製、自重は2.5トン。数々の新機能を取り入れたことが評価され、1999年に鉄道友の会ローレル賞を受賞した。
全車が三菱重工製で、開業時には1997年に製造された201 - 206の6両が用意され、そのあと2018年に増備車として207が製造された。
廃止後は2024年8月末まで全車両が搬出され、一部は展示される予定である。